# 阿波海南駅
阿波海南駅（あわかいなんえき）は、徳島県海部郡海陽町四方原にある、四国旅客鉄道（JR四国）牟岐線の駅。同線の終着駅。駅番号はM27。海陽町の代表駅である。
本項目では、近接する阿佐海岸鉄道阿佐東線の起点である阿波海南信号場（あわかいなんしんごうじょう）についても扱う。

## 歴史
- 1973年（昭和48年）10月1日：日本国有鉄道（国鉄）により、無人駅として[1]開業[2][3]。
- 1974年（昭和49年）11月：簡易委託駅となる[4]。
- 1987年（昭和62年）4月1日：国鉄分割民営化に伴い、四国旅客鉄道（JR四国）の駅となる[2]。
- 2005年（平成17年）10月1日：簡易委託駅廃止。無人化。
- 2008年（平成20年）6月30日：事実上の現駅舎となる、阿波海南駅前交流館がオープン。
- 2020年（令和2年）
  - 7月18日：当駅および当駅構内含む牟岐駅 - 海部駅間のデュアル・モード・ビークル（DMV）関連工事開始によるダイヤ改正により、同区間が工事完了まで代行バス輸送となる[5]。
  - 10月23日：阿佐海岸鉄道が阿波海南信号場 - 海部間の第一種鉄道事業許可を取得。
  - 11月1日：当駅 - 海部駅間の阿佐海岸鉄道阿佐東線への編入に伴い、JR牟岐線の阿波海南駅 - 海部駅間廃止。同線の終着駅になるとともに、当駅が代行バス運行上の会社境界となる[6][7][8][9]。ただし、海部駅 - 甲浦駅間の工事開始前日である11月30日まで、当駅から海部駅までの代行バスは引き続きJR四国によって牟岐駅発着で運行された。また、この日よりDMV開業までは阿佐海岸鉄道の阿波海南駅 - 海部駅間の運賃は無料となる。
  - 12月1日：海部駅 - 甲浦駅間のDMV関連工事開始に伴い、朝一本の牟岐駅発阿波海南駅経由甲浦駅行き代行バス[10]を除き、当駅にてJR四国と阿佐海岸鉄道の代行バスを乗り継ぐ形に変更[6]。阿波海南駅 - 海部駅間の運賃はDMV開業までは引き続き無料。
- 2021年（令和3年）
  - 2月1日：牟岐駅 - 当駅間でのJR四国バス代行輸送を終了し、列車の運転を再開[11][12]。当駅 - 甲浦駅間は引き続き阿佐海岸鉄道バス代行輸送となる[13][14]。
  - 12月25日：DMV運行開始[15][16]。阿波海南信号場におけるモードインターチェンジの供用を開始するとともに、駅前にDMV「阿波海南駅」バス停留所を設置。
- 2023年（令和5年）5月20日：徳島バスの高速バス「室戸・生見・阿南 - 大阪線」の海部高校前バス停が当駅至近の位置に新設されることに伴い、阿南駅 - 浅川駅間において実施されているJR四国・徳島バスの共同経営区間が当駅まで拡大[17]。

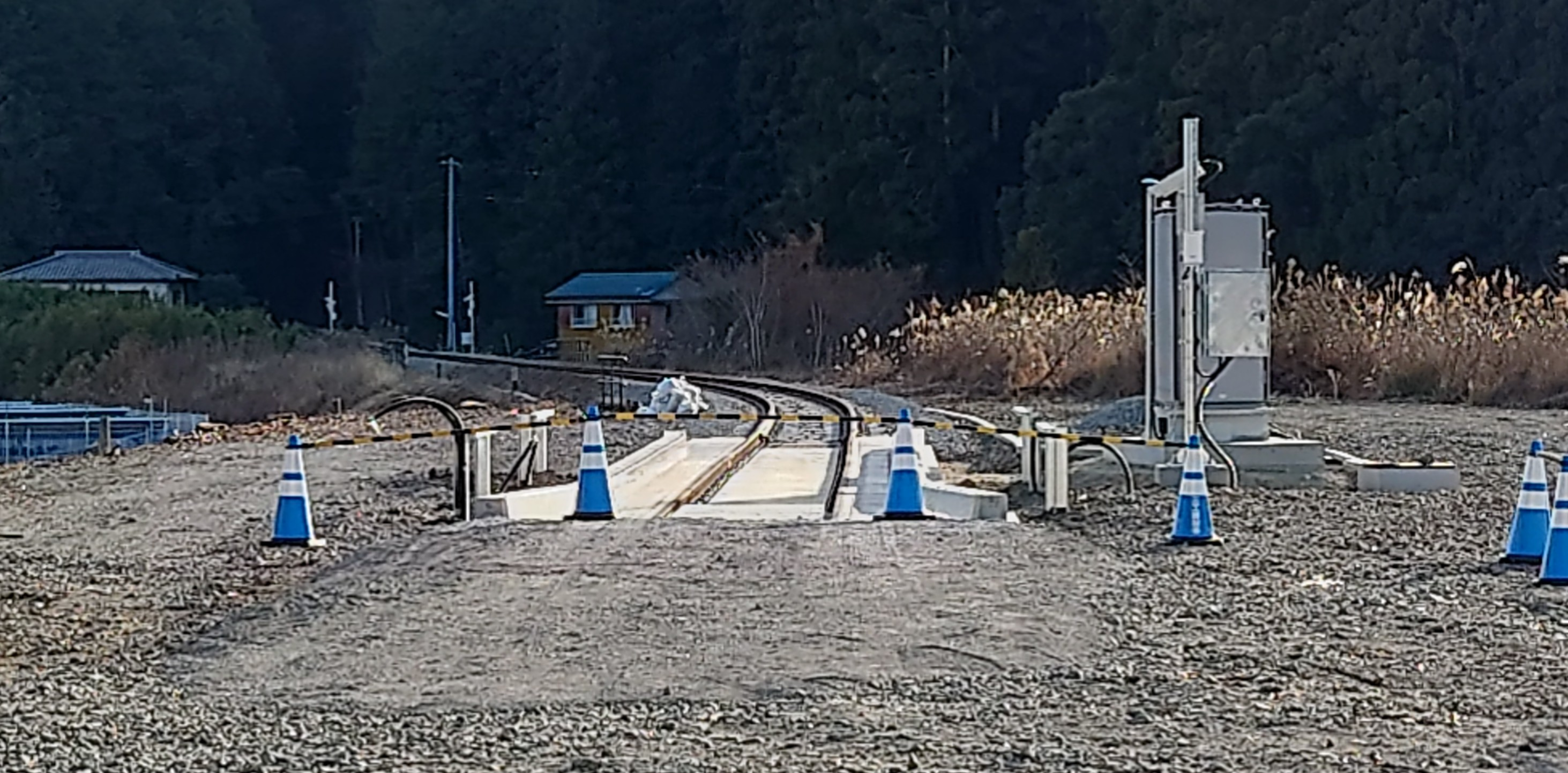
DMVのモードチェンジ箇所。舗装工事前（2021年1月）
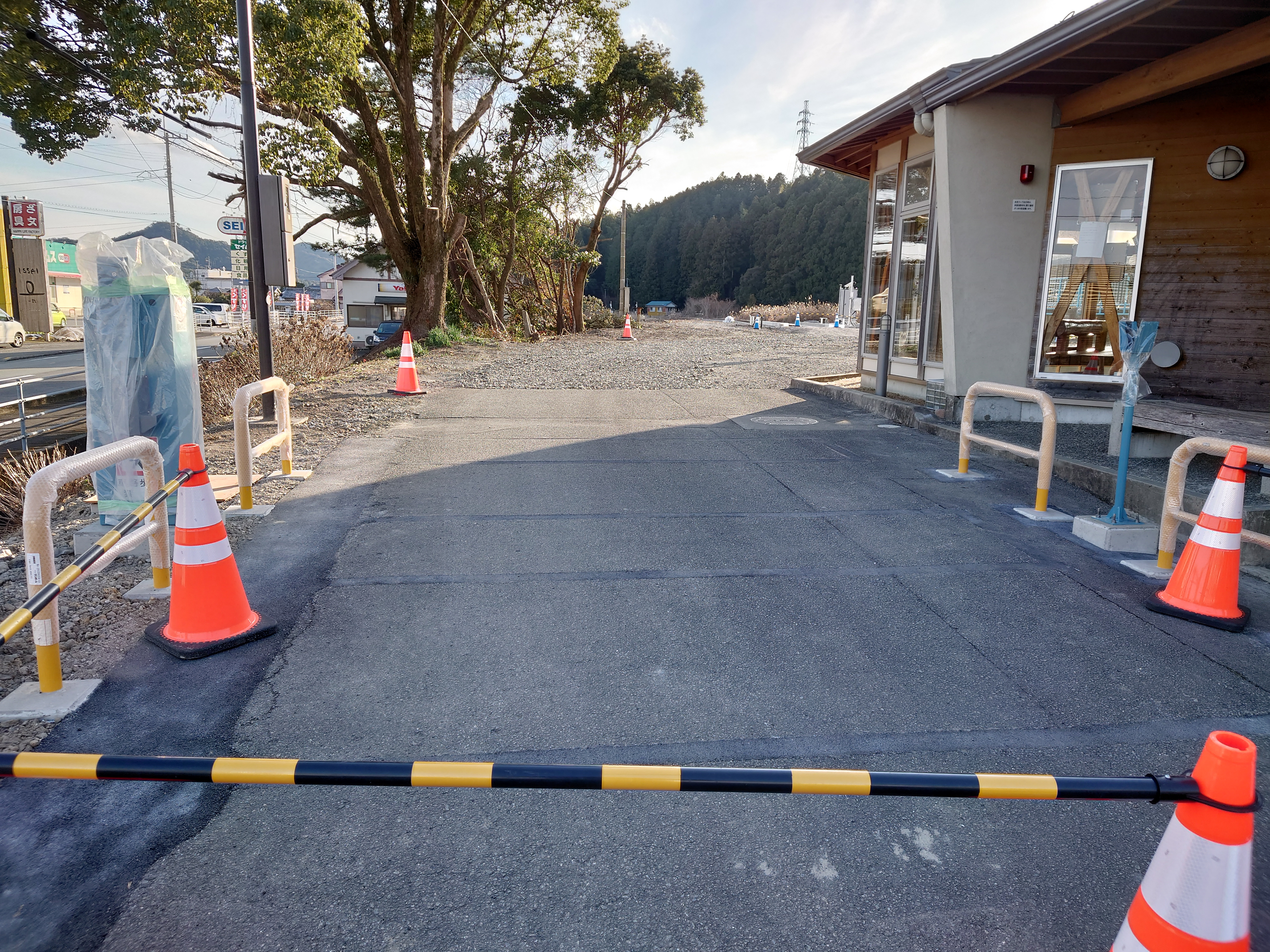
海陽町海南駅前交流館横の、工事中のDMV専用通路および遮断機（2021年1月）

## 構造

### JR四国（阿波海南駅）

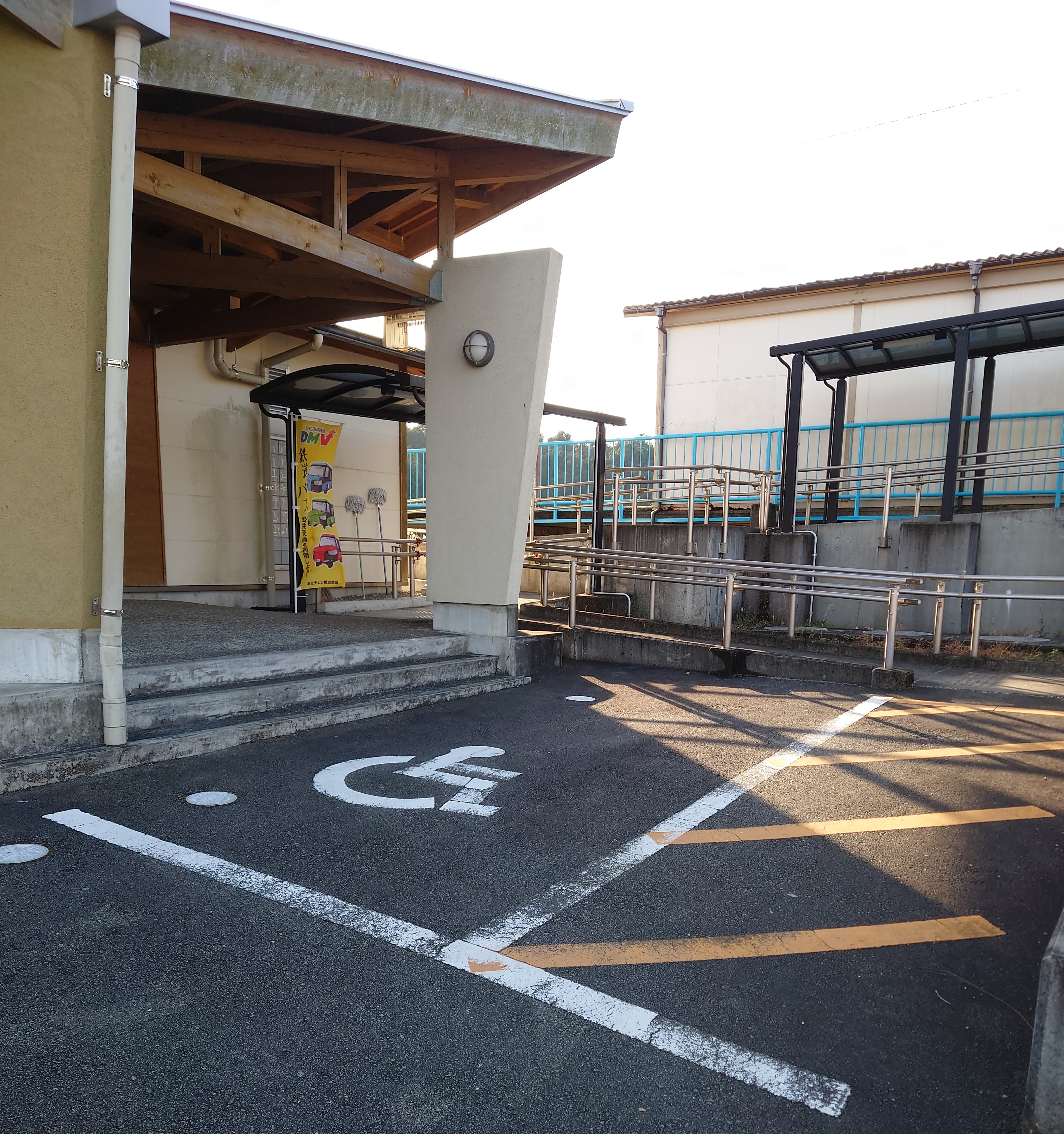
海陽町海南駅前交流館横の身障者送迎用の駐車スペース。奥に車椅子用のスロープがある。

単式ホーム1面1線を有する地上駅。交換設備が設けられるスペースはあるが、線路もホームも増設されておらず使われていない。車椅子用のスロープがある。
開業後、旧駅舎時代は商店が併設されていて、その商店で切符を販売していた簡易委託駅だった。下車時の切符回収は当初から車掌（ワンマンの場合は運転士）がしていた。その閉店後は無人駅となり、今に至る。
現在は駅ホーム前、旧駅舎兼商店のあった場所から少し南寄りに、2008年6月30日にオープンした海陽町海南駅前交流館が建っており、そこが事実上の駅舎となっている。内部はギャラリーと待合所とトイレ（男女別と身障者用）と発車時刻表が設置されたが、自動券売機は設置されなかった。
交流館の利用時間は朝6時半から夜21時までで、夜間から早朝に掛けては施錠され中に入ることが出来ない。そのため利用時間外にトイレを使いたい場合、駅前のローソン海陽町四方原店（朝5時から夜24時まで）内のトイレを使用することになる。
なお、旧駅舎兼商店は交流館のオープン後に取り壊され、跡地は駐輪場と駐車場になった。
DMV関連工事期間中は工事完了までの間、ホームおよび、そこへ続く階段と車椅子用のスロープが立ち入り禁止となっていた。また、工事によりホーム柵横の保線用車両の留置線が撤去されたほか、海部駅寄りホーム先端直ぐの場所に車止めが設置され、阿佐東線の線路とは分断された。また、ホームの牟岐寄りの少し先に出発信号機が新たに設置された。

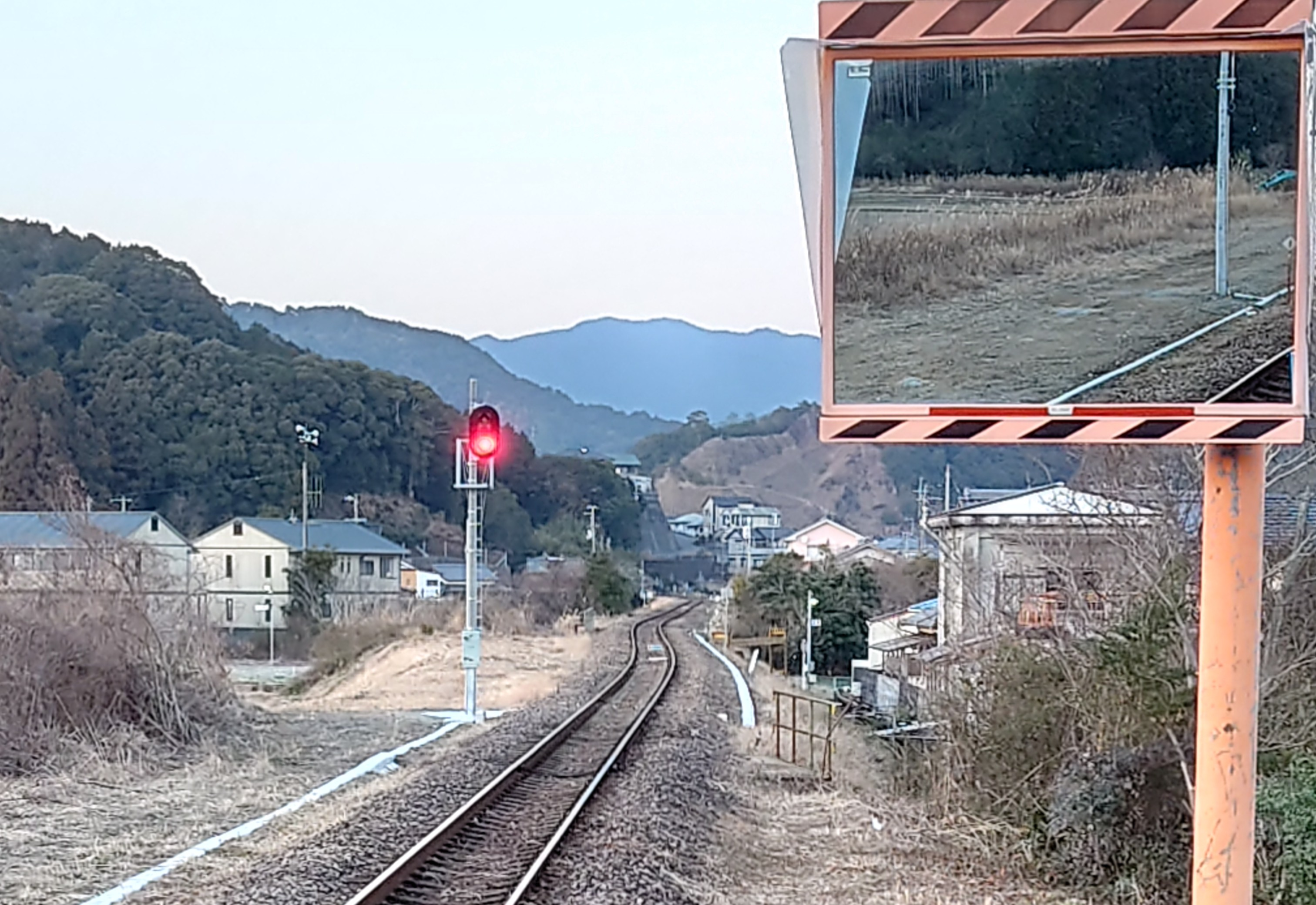
牟岐寄りのワンマン列車用のミラーと新たに設置された出発信号機（2021年2月）
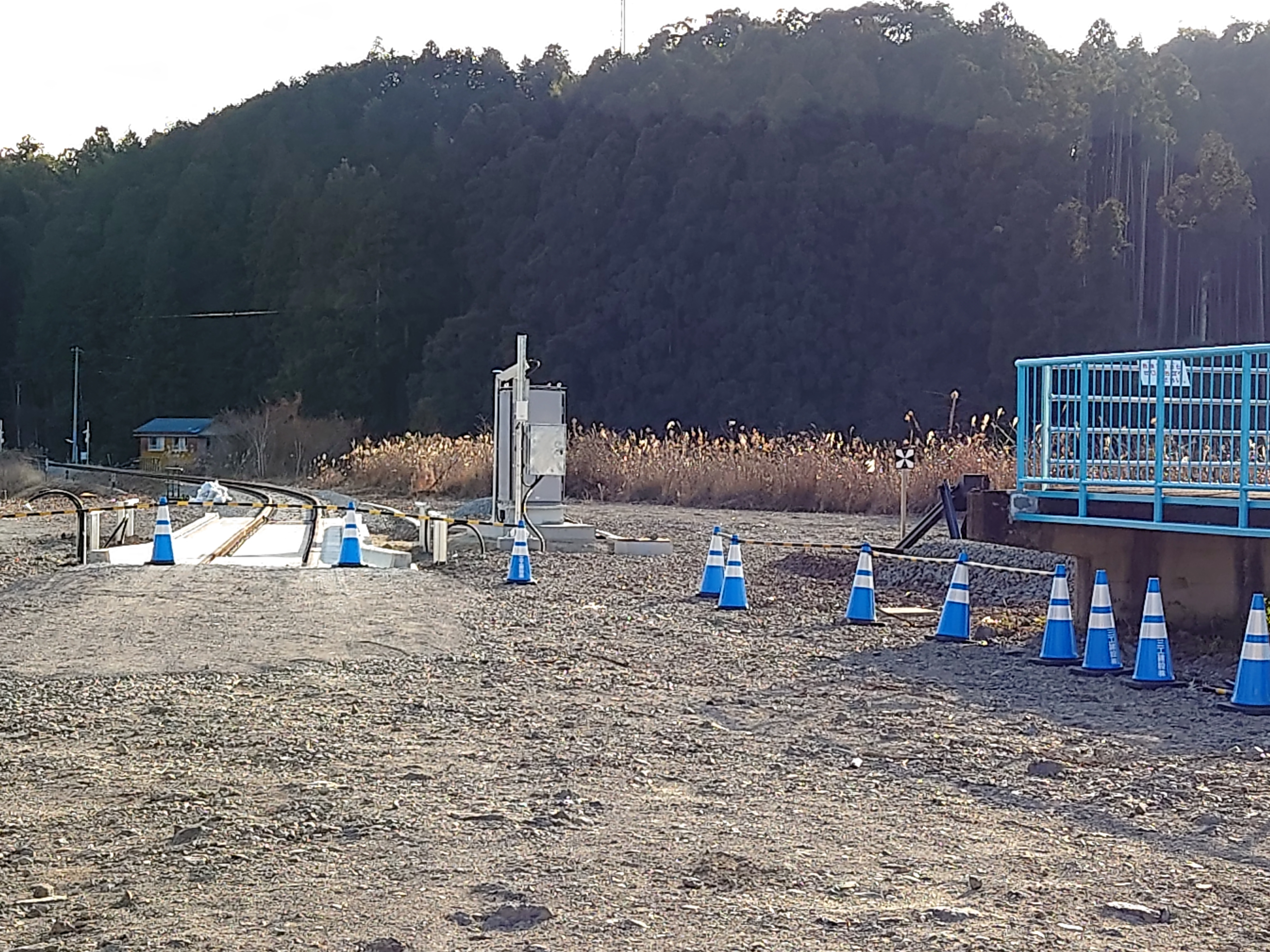
JR四国側の線路終端部車止め（右）と阿佐海岸鉄道側のDMVモードチェンジ箇所（左）。DMV開業に先立ち、線路が分断された（2021年1月）
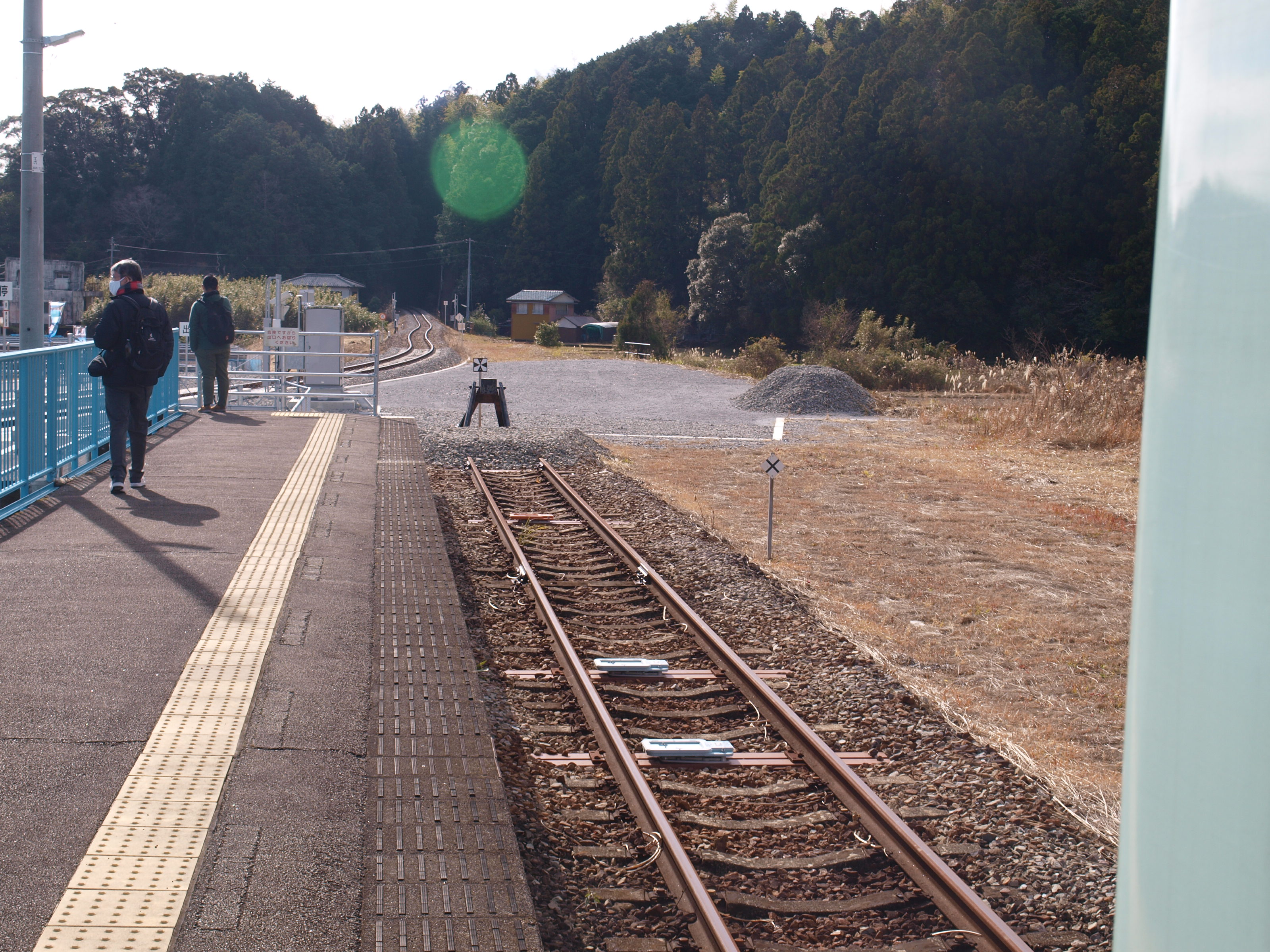
分断された牟岐線と阿佐東線（2022年1月）

### 阿佐海岸鉄道（阿波海南信号場）
鉄道路線としての阿佐東線は当信号場が起点である。DMVの鉄道区間と道路走行区間の境界であり、モードインターチェンジが設けられている。DMVはモードインターチェンジ上で一旦停車し、鉄車輪の出し入れを行う。
DMVの「阿波海南駅」バス停留所は、モードインターチェンジを抜けた道路上、牟岐線ホームに隣接する位置に設けられる。詳細は後述。

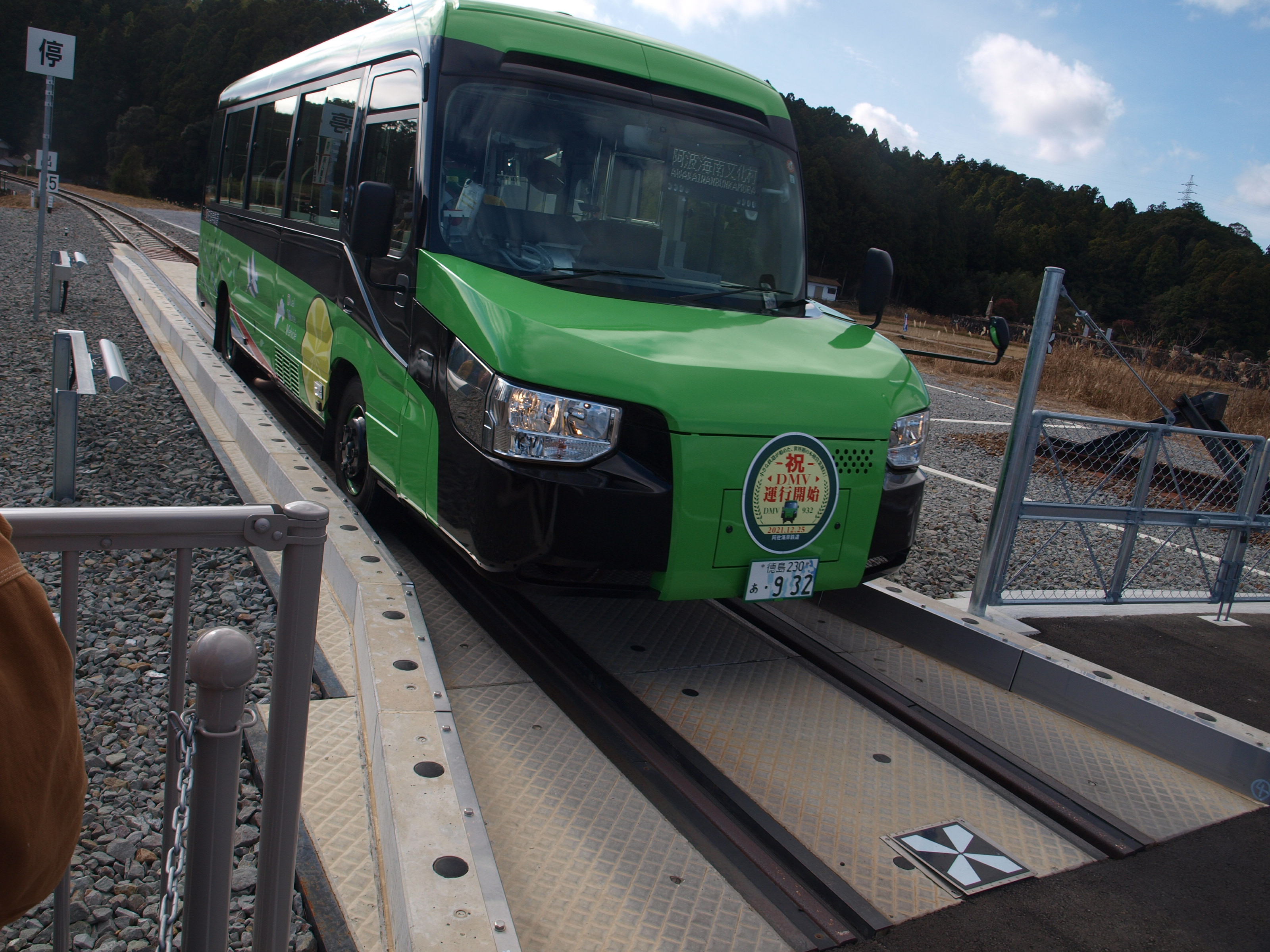
線路としての車止標識が示されている（2022年1月）
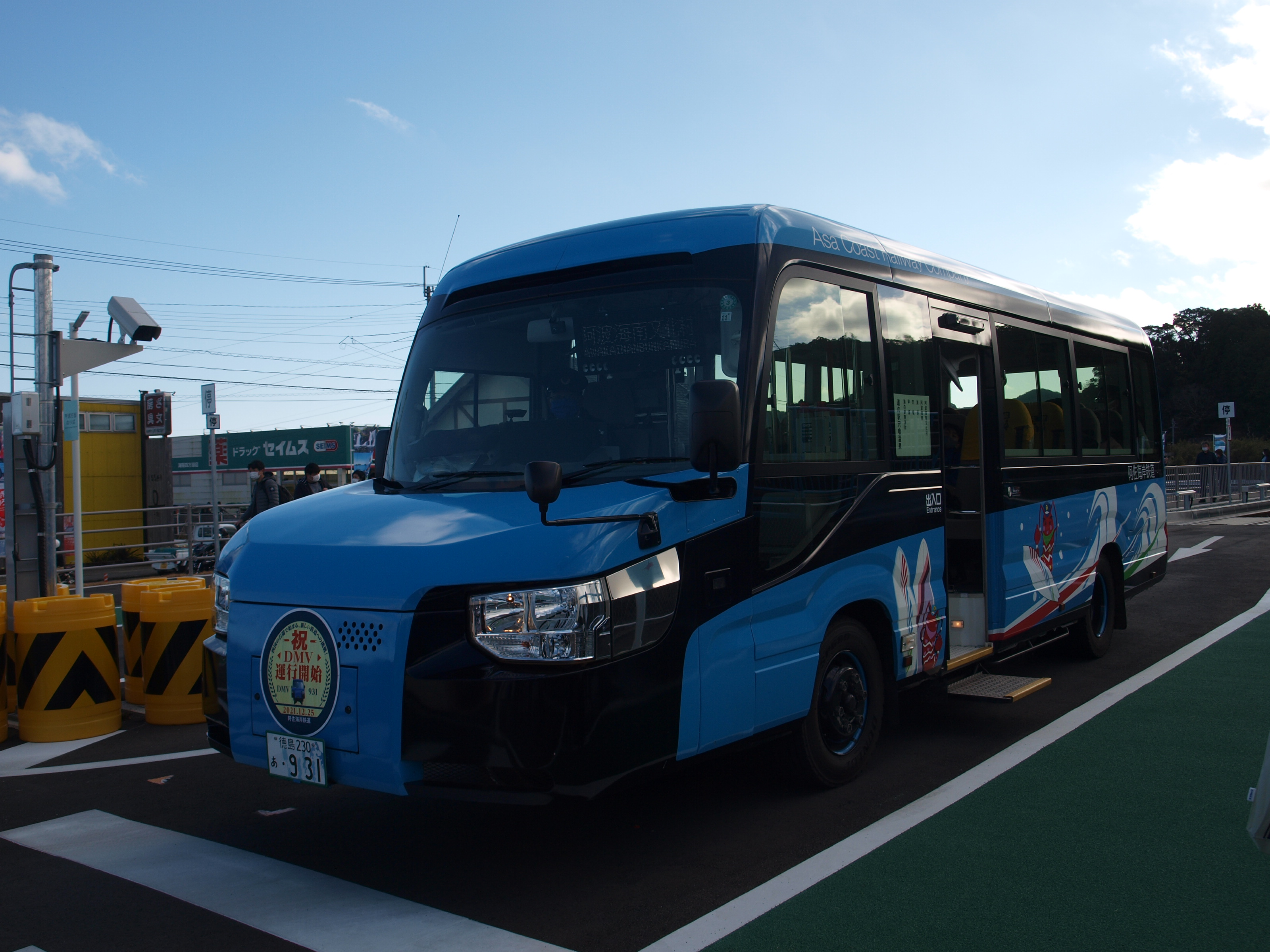
阿波海南バス停に停車中のDMV。DMV右後に阿波海南信号場がある（2022年1月）
- モードインターチェンジ（2022年1月）

## 駅周辺
海陽町役場（旧海南町役場）へは南側へ約600メートル離れている（徒歩8分程）。
- 海陽町海南駅前交流館（現駅舎も兼ねている。開館は朝6時半から21時まで）
- ヤマト運輸海陽センター
- 国道55号
- 国道193号（海陽町役場前の交差点が起終点）
- 徳島県道299号四方原海部線
- 海陽町役場
- 海陽町立図書館
- 海陽町立海南病院（約1.1キロメートル北側。徒歩15分。徳島バス南部のバスまたはタクシーで約3分）
- 阿波海南文化村（海陽町立海南病院に隣接し所在）
- 日本郵便海南郵便局
- 海南保育園
- 海南幼稚園
- 海陽町立海南小学校
- 海陽町立海陽中学校（旧海陽町立海南中学校と同じ位置）
- 徳島県立海部高等学校（旧徳島県立海南高等学校と同じ位置）
- 阿波銀行海南支店
- ビルド産直市わっしょい広場海南店 - スーパーマーケット
- 鞆奥漁港海浜公園
- ドラッグセイムス 海陽四方原店

## バス路線
阿佐海岸鉄道（阿波海南駅）
- （上り）阿波海南文化村方面
- （下り）〈海部〉・〈宍喰〉・甲浦駅・海の駅東洋町・道の駅宍喰温泉方面
- （下り）〈海部〉・〈宍喰〉・甲浦駅・海の駅東洋町・むろと廃校水族館・室戸岬・海の駅とろむ方面（土休日のみ）

※〈〉はDMVの鉄道区間に位置する鉄道駅。
徳島バス南部（海部高校前）
- 海南病院（一部便のみ）・浅川駅前・鯖瀬・海部病院（一部便のみ）・牟岐方面
- 海部駅前・宍喰祇園通・宍喰駅前（一部便のみ）・甲浦口・海の駅東洋町方面

海陽町営バス（海南駅前）
- 海部線
  - 大里方面
  - 大井方面
- 平井線
  - 大比方面
- 相川線
  - 上大内方面
- 浅川巡回線
  - 竹ノ内方面

昼行高速バス
- 徳島バス（海部高校前）
  - 室戸・生見・阿南大阪線（上り）浅川・牟岐・日和佐・由岐・橘営業所・阿南駅・高速舞子・ハービスOSAKA・なんば高速バスターミナル方面
  - 室戸・生見・阿南大阪線（下り）海部・宍喰・甲浦・生見方面
  - 室戸・生見・阿南大阪線（下り）海部・宍喰・甲浦・生見・野根・室戸世界ジオパークセンター・岬・室戸方面

※阿南駅 - 甲浦間途中乗降可能、阿南駅 - 海部高校前間JRの乗車券等で利用可能。

## タクシー
タクシー会社は以下の3社の営業エリアである。
- 大里タクシー
- 海南観光タクシー
- とどろきタクシー

## 隣の駅
四国旅客鉄道（JR四国）
■牟岐線
■普通
浅川駅 (M26) - 阿波海南駅(M27)
阿佐海岸鉄道
■阿佐東線
※括弧内はDMVバスモード区間における停留所
（阿波海南文化村停留所 - 阿波海南駅停留所 - ）阿波海南信号場 - 海部駅